# Guy Mollet
Guy Alcide Mollet, född den 31 december 1905 i Flers, död den 3 oktober 1975 i Paris, var en fransk politiker och landets premiärminister 1956–57.

## Biografi
Mollet var son till en textilarbetaren i Normandie. Han utbildades i Le Havre och blev lärare i Arras. Liksom de flesta lärare var han aktiv medlem av franska socialistpartiet, som då hette SFIO, och år 1928 blev han SFIO-sekreterare för distriktet Pas-de-Calais. Han gick med i den franska armén 1939 och blev tillfångatagen av tyskarna, men släpptes efter sju månader och gick då med i motståndsrörelsen i Arrasområdet. Han blev där tre gånger arresterad och förhörd av Gestapo.
I oktober 1945 blev Mollet invald i franska nationalförsamlingen som representant för Pas-de-Calais. År 1946 blev han generalsekreterare SFIO. Han representerade vänstern i partiet, som fruktade en upplösning av den socialistiska identiteten i ett centeristiskt konglomerat. Men även om han förde ett marxistiskt språk, accepterade han alliansen med centern och de borgerliga partierna under fjärde republiken. Dessutom var hans relationer med Franska kommunistpartiet (PCF), det största vänsterpartiet, mycket dåliga.
Mollet var vice premiärminister 1946 och åren 1950-1951 var han minister för europeiska förbindelser i den radikale René Plevens regering. År 1951 var han vice premiärminister i regeringen under Henri Queuille. Han representerade då Frankrike i Europarådet, och var ordförande i den socialdemokratiska gruppen inom rådets församling. Från 1951 till 1969 var han vice ordförande i Socialistinternationalen.

### Premiärminister
Under valkampanjen 1956, skapade han en center-vänster-koalition kallad Republikansk Front med Parti Radicals ledare Pierre Mendès-France, François Mitterrands centerparti UDSR och gaullisterna under ledning av Jacques Chaban-Delmas.
Koalitionen vann valet med löfte att återupprätta freden i Algeriet. Som ledare för det största partiet i koalitionen, ledde och bildade Mollet sin regering i januari 1956. I oktober 1956 stod Mollet i spetsen för Frankrikes invasion av Egypten tillsammans med Storbritannien och Israel som inledde Suezkrisen. Invasionen slutade dock i ett fiasko för fransmännen, britterna och israelerna, och påtryckningar från de båda supermakterna USA och Sovjetunionen gjorde att de fick dra sig tillbaka, något som kraftigt försvagade Mollets regering.
Emellertid ändrade Mollet ståndpunkt i Algerietfrågan och intog en mer negativ ståndpunkt till Algeriets eftersträvade självständighet. Under slaget om Alger 1957 skickade Mollet franska trupper till Algeriet för att bekämpa självständighetsrörelsen FLN och Algerietrevolten. De franska trupperna använde sig flitigt av tortyr och andra brutala metoder för att slå ner revolten. Fiaskot under Suezkrisen och regeringens brutala hantering av Algerietfrågan gjorde att Mollet tvingades avgå från premiärministerposten i juni 1957.
Mollets regering var den sista som bildas av SFIO, som var i ökande nedgång, och även den sista stabila regering fjärde republiken. Algerkuppen 1958, ledd av veteraner från Indokinakriget och Suezkrisen tog Charles de Gaulle till makten. Mollet stödde honom på grund av att Frankrike behövde en ny konstitution som skulle tillåta bildandet av starka regeringar och de Gaulle utsåg honom till minister utan portfölj i sin första regering. Mollet avgick dock från de Gaulles regering 1959 och återkom därefter inte till något regeringsuppdrag.
Mollet dog i Paris 1975 av en hjärtattack. Han är en av de mest kontroversiella av de franska socialistiska ledarna. Hans namn är förknippad med SFIO:s nedgång och sin repressiva politik i Algeriet. I det franska politiska språket, står ordet molletisme för dubbelspel, uttolkat som vänsterns talan för att vinna valet, men  sedan genomföra en konservativ politik. Franska socialistpolitiker föredrar den moraliska auktoriteten hos Pierre Mendès-France, även om han inte var medlem i partiet.